# 萩野谷俊平
萩野谷 俊平（はぎのや しゅんぺい）は、日本の心理学者。専門は、犯罪心理学。心理学博士(法政大学)。明治学院大学心理学部講師。警察庁長官賞受賞。

## 略歴・人物
栃木県警察本部の刑事部科学捜査研究所に所属中に、法政大学大学院人文科学研究科にて心理学を専攻し博士後期課程を修了。大学院卒業後、ケンブリッジ大学客員研究員、ニューヨーク大学上海校勤務を経て明治学院大学専任講師となる。

## 著作等
- 『犯罪者プロファイリング研究 : 住居対象侵入窃盗事件の分析』（北大路書房、2016年）

## 専門分野
- 犯罪心理学

## 受賞歴
- 「日本応用心理学会学会賞（奨励賞）」（2015年）
- 「JP生きがい振興財団警察研究論文奨励賞（優秀賞論文）」（2015年）
- 「警察庁長官賞」（2015年）
- 「日本心理学会学術大会優秀発表賞」（2019年）